# KS Dinamo Tirana
A KS Dinamo Tirana egy albán labdarúgócsapat Tiranában, jelenleg az Albán labdarúgó-bajnokság másodosztályában szerepel.

## Története
1995-ben a csapat neve KS Olimpik Tiranára változott, majd 1997-ben visszanevezték az eredeti nevére. A 2006–07-es UEFA-kupában a csapat már a selejtező körben kikapott a PFK CSZKA Szofijától – összesítésben 5–1 – a gólt Zoran Kastel szerezte. A 2005–06-os bajnokságban az együttes a tabella harmadik helyén végzett az új edzővel, Faruk Sejdini-vel. Albánia legjobb futballszakértője már eltöltött a klubnál egy szezont, de Besnik Sulaj edző elbocsátotta. 2006. október 23-án Faruk-ot kirúgták, mivel visszatért KS Shkumbini-hez. A következő idényben ideiglenesen Agim Canaj töltötte be az edzői posztot. Őt Ilir Daja követte, aki a csapatot a bajnoki cím felé vezette. Az KF Partizani Tirana ellen elért drámai 2–1-es győzelem, miközben a csapat 36 percen át 9 játékossal játszott elég kecsegtető volt. 2008 nyarán Ilir Daja átkerült az igazgatóságba, hogy helyet csináljanak az új argentin edző, Marcelo Javier Zuleta számára. Zuleta hozott magával négy argentin játékost minden posztra. Zuleta mindössze egy mérkőzést, az FK Modriča elleni bajnokok ligája mérkőzést irányította; őt Artan Marxhysmi követte. Ő se bírta sokáig, posztján Zlatko Dalić, a jelenlegi Horvát U-21-es válogatott edzője követte. Őt azután küldték el, hogy a 2008–09-es bajnokságban a csapat elvesztette a Partizami elleni rangadót. 5 nappal ezután Shkëlqim Muça került az edzői székbe.

## Sikerei
- Albán labdarúgó-bajnokság első helyezett: 17-szer

(1950, 1951, 1952, 1953, 1955, 1956, 1960, 1966-67, 1972-73, 1974-75, 1975-76, 1976-77, 1979-80, 1985-86, 1989-90, 2001-02, és 2007-2008)
- Albán labdarúgó-kupa győztes: 13-szor

(1950, 1951, 1952, 1953, 1954, 1960, 1971, 1974, 1978, 1982, 1989, 1990, és 2003

## Nemzetközi eredményei
| Szezon  | Kupa                         | Kör              | Ország              | Klub                    | Hazai mérkőzés | Idegenbeli mérkőzés |
| ------- | ---------------------------- | ---------------- | ------------------- | ----------------------- | -------------- | ------------------- |
| 1971/72 | Kupagyőztesek Európa-kupája  | 1. kör           | Ausztria            | Austria Wien            | 1-1            | 0-1                 |
| 1980/81 | Bajnokcsapatok Európa-kupája | 1. kör           | Hollandia           | AFC Ajax                | 0-2            | 0-1                 |
| 1981/82 | UEFA-kupa                    | 1. kör           | Németország         | Carl Zeiss Jena         | 1-0            | 0-4                 |
| 1982/83 | Kupagyőztesek Európa-kupája  | 1. kör           | Skócia              | Aberdeen FC             | 0-0            | 0-1                 |
| 1985/86 | UEFA-kupa                    | 1. kör           | Málta               | Ħamrun Spartans         | 1-0            | 0-0                 |
|         |                              | 2. kör           | Portugália          | Sporting CP             | 0-0            | 0-1                 |
| 1986/87 | Bajnokcsapatok Európa-kupája | 1. kör           | Török               | Beşiktaş JK             | 0-1            | 0-2                 |
| 1989/90 | Kupagyőztesek Európa-kupája  | Selejtező kör    | Bulgária            | PFK Csernomorec Burgasz | 4-0            | 1-3                 |
|         |                              | 1. kör           | Románia             | FC Dinamo Bucureşti     | 1-0            | 0-2                 |
| 1990/91 | Bajnokcsapatok Európa-kupája | 1. kör           | Franciaország       | Olympique Marseille     | 0-0            | 1-5                 |
| 2001/02 | UEFA-kupa                    | 1. selejtező kör | Románia             | FC Dinamo Bucureşti     | 1-3            | 0-1                 |
| 2002/03 | UEFA-bajnokok ligája         | 1. selejtezőkör  | Litvánia            | FBK Kaunas              | 0-0            | 3-2                 |
|         |                              | 2. selejtezőkör  | Dánia               | Brøndby IF              | 0-4            | 0-1                 |
| 2003/04 | UEFA-kupa                    | Selejtezőkör     | Belgium             | KSC Lokeren             | 0-4            | 1-3                 |
| 2004/05 | UEFA-kupa                    | 1. selejtezőkör  | Románia             | Oţelul Galaţi           | 1-4            | 0-4                 |
| 2005    | Intertotó-kupa               | 1. kör           | Horvátország        | NK Varteks              | 2-1            | 1-4                 |
| 2006/07 | UEFA-kupa                    | 1. selejtezőkör  | Bulgária            | PFK CSZKA Szofija       | 0-1            | 1-4                 |
| 2008/09 | UEFA-bajnokok ligája         | 1. selejtezőkör  | Bosznia-Hercegovina | FK Modriča              | 0-2            | 1-2                 |
| 2009/10 | Európa-liga                  | 1. selejtezőkör  | Finnország          | FC Lahti                |                | 1-4                 |

## Fordítás
- Ez a szócikk részben vagy egészben  a   KS Dinamo Tirana című angol Wikipédia-szócikk ezen változatának fordításán alapul.  Az eredeti cikk szerkesztőit annak laptörténete sorolja fel. Ez a jelzés csupán a megfogalmazás eredetét és a szerzői jogokat jelzi, nem szolgál a cikkben szereplő információk forrásmegjelöléseként.

## Külső hivatkozások
- Hivatalos weboldal